# La Croix-Rousse
La Croix-Rousse è una collina e un quartiere della città di Lione. Il quartiere è diviso in due parti: il versante (les pentes) sul 1º arrondissement, e il pianoro (le plateau) sul 4º arrondissement che svetta a 254 m s.l.m.
La Croix-Rousse è un quartiere forte in personalità, profondamente segnato dalla sua storia che lo ha voluto come centro internazionale dell'industria della lavorazione della seta.

## Geografia fisica

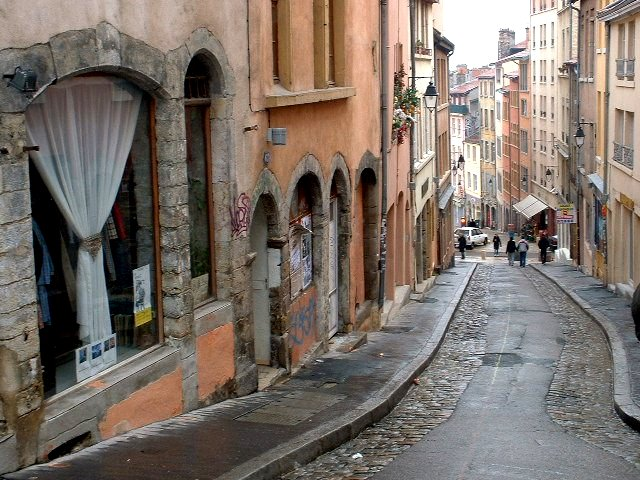
La montée de la Grand'Côte, un esempio di strada che si inerpica sulle pendici della collina

Fra i fiumi Saona e Rodano, la collina si trova nel prosieguo della Presqu'île, a nord. La Croix-Rousse è una delle due colline di Lione con Fourvière. Il suo punto più elevato è a 250 m s.l.m. (contro i 300 m di Fourvière), ossia circa 100 m sulla città.
Alcuni versanti, chiamati "Balmes", sono molto ripidi a causa dell'erosine fluviale, con degli sbalzi di 20 – 40 m. Vi sono state delle spettacolari frane negli anni 1932 e 1977.
La colline della Croix-Rousse è, di fatto, la parte meridionale di un pianoro, che continua a nord con i comuni di Caluire-et-Cuire, Sathonay-Camp, Rillieux-la-Pape e Fontaines-sur-Saône.

## Storia

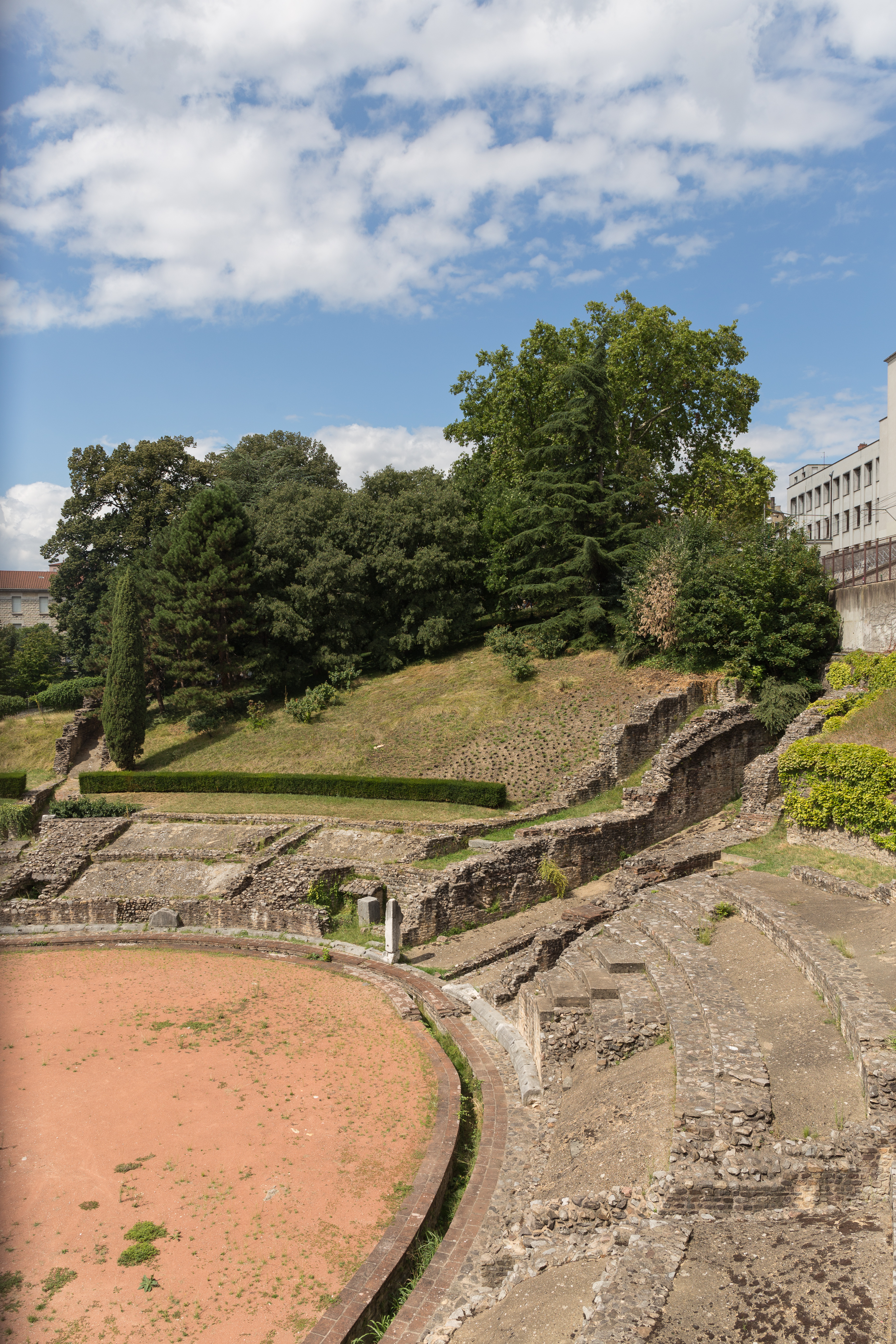
Anfiteatro delle Tre Gallie

### Condate
Un'iscrizione latina rinvenuta in rue de la Vieille nomina il luogo «pagus de Condate» (quartiere del Confluente). Condate era un toponimo gallico; se ne deduce che all'epoca romana, la parte bassa della collina fosse occupata da un villaggio celtico, vicino alla prospera città romana di Lugdunum fondata sulla collina di Fourvière, sull'altra riva del fiume Saona. Le più antiche tracce di abitato a Condate sono romane e vengono datate verso 10 a.C., il periodo dell'inaugurazione del grande Santuario federale delle Tre Gallie.
Gli scavi sulla salita della Grande Côte, indicano uno sviluppo urbano tardivo, sviluppatosi nel periodo dell'Alto Impero ai piedi della collina e fino a mezzo versante. Fra le iscrizioni rinvenute vi è anche la celebre Tabula claudiana, della quale due frammenti vennero trovati nel 1528, seppelliti in un vigneto a metà collina.
Un troncone di strada romana, pavimentata di granito, venne messa alla luce nel 1854 verso place Fernand-Rey: sono parte della via Agrippa che conduceva al Reno. Altri rinvenimenti fanno pensare a una rete stradale locale alquanto densa.
Il Santuario federale delle Tre Gallie, costruito sulle pendici de La Croix-Rousse, rappresenta l'insieme monumentale principale della collina
. Dal 12 a.C. in poi i delegati di 60 tribù galliche vi si riunivano per celebrare il culto di Roma e dell'imperatore ogni anno ad agosto. Sono persino giunti ai nostri giorni i nomi dei primi sacerdoti del santuario federale: Caio Iulio Vercondaridubno l'eduo, seguito dal cadurco M. Lucterio Senciano e il santone Caio Giulio Rufo . Sotto Tiberio è inaugurato l'anfiteatro delle Tre Gallie, nel 19 d.C., grazie alle donazioni di Caio Giulio Rufo; l'anfiteatro è parte del complesso monumentale del Santuario e verrà ingrandito poi negli anni 130–136.
Dopo il periodo delle invasioni barbariche, i monumenti gallo-romani vengono lasciati all'abbandono.
Nel Medioevo, la città di Lione è ancora distante. La Croix-Rousse, detta allora montagne Saint-Sébastien, fa parte di una provincia indipendente posta sotto la protezione del re di Francia. Le sue pendici sono dedicate alla coltura, principalmente della vite.

### Origini del nome

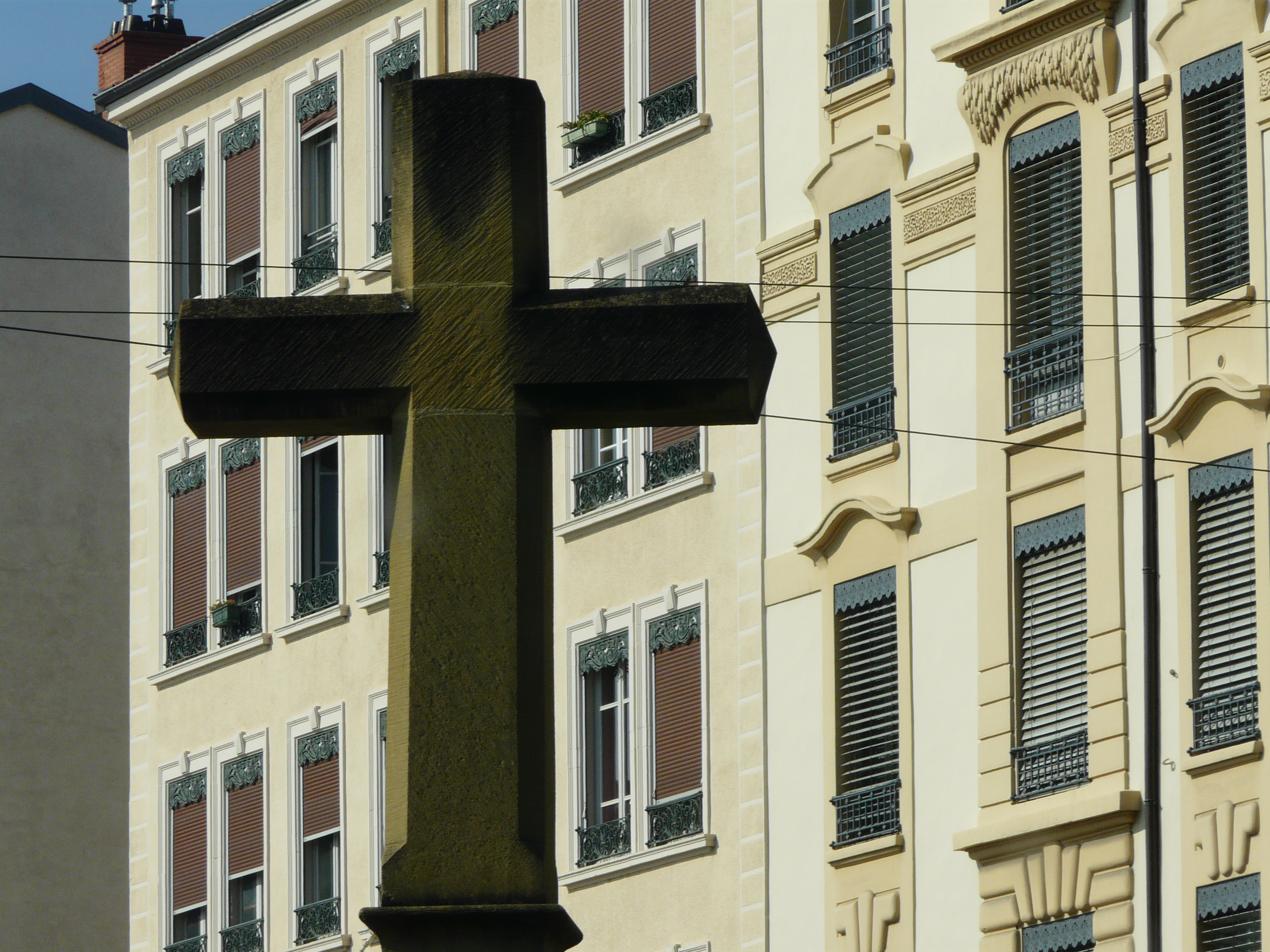
La croce in pietra dorata della Croix-Rousse

Nel 1512, Luigi XII decide la costruzione di fortificazioni sulla sommità della collina, per difendere Lione. Questa cinta muraria isola di fatto l'area, anche se unisce le pendici della collina alla città di Lione, creando un nuovo quartiere. Durante lo stesso periodo, viene eretta una croce sul pianoro, fatta di pietra di Couzon, di tinta ocra. Darà il nome al nuovo borgo.
Si suppone che questa croce fosse situata all'incrocio di due vie, ma verrà distrutta in varie occasioni.
Prima abbattuta dai protestanti nel 1562, poi distrutta durante la Rivoluzione francese, soppressa nel 1881 dal consiglio municipale di Lione. Nell 1994, viene eretta una replica a place Joannès Ambre.

### La collina che prega

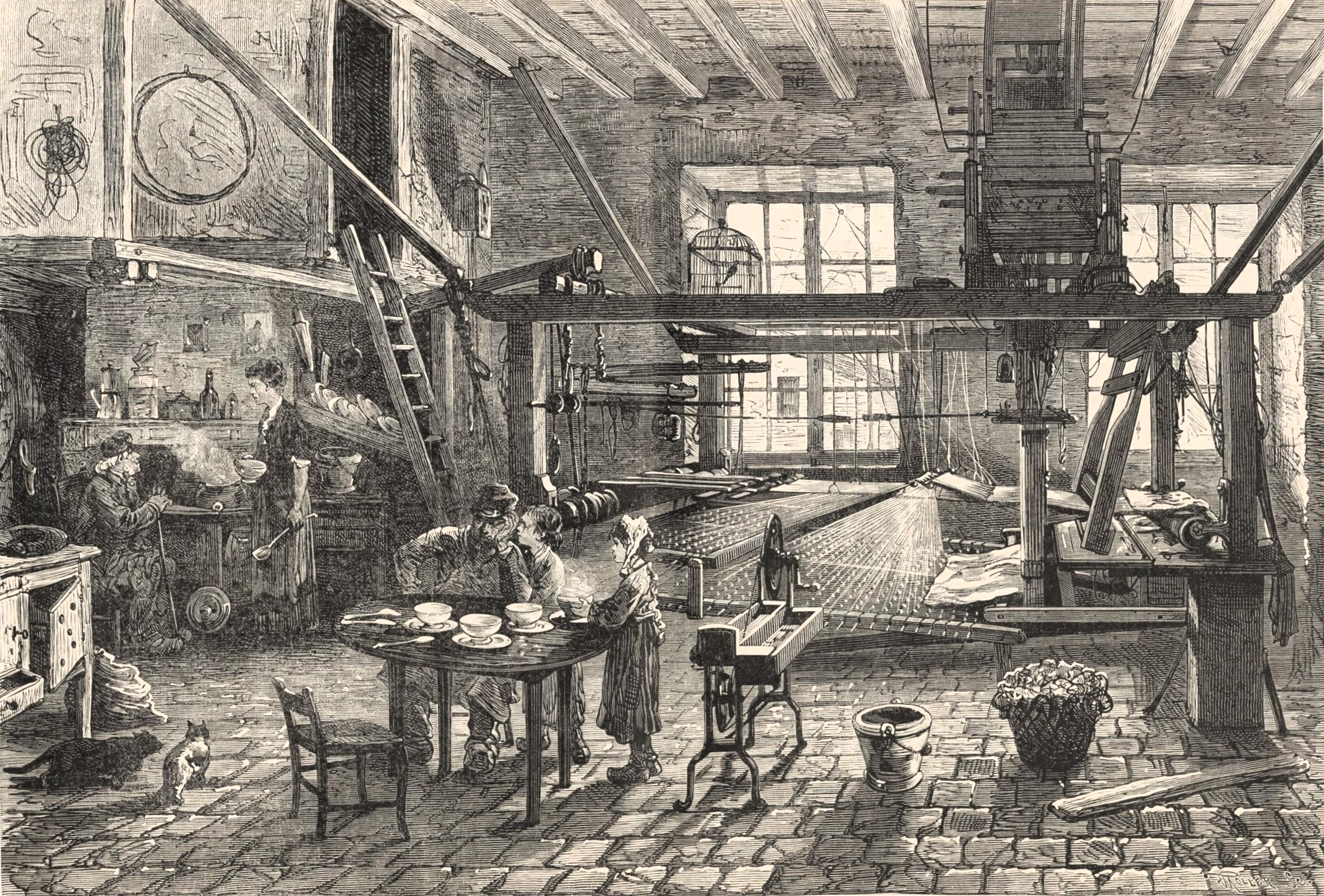
Interno di una casa canut (1877)

Dopo la costruzione delle fortificazioni, le pendici si urbanizzano a causa dell'integrazione del borgo nella città di Lione. Nei secoli XVI e XVII, numerosi congregazioni religiose prendono il posto dei terreni agricoli. La "colonizzazione" prende inizio con i Certosini, nel 1580, seguiti dai Carmelitani, dall'Ordine della Vergine Maria, ecc.
Al contrario delle pendici della collina, il pianoro fa ancora parte del borgo di Cuire e quindi è integrato in una provincia differente. Questo cambia alla fine del XVIII secolo: la zona del plateau, rimasta a lungo un gruppetto di case isolate, diventa più importante a causa della fondazione di alcuni conventi e di numerosi commercianti che vi si sono stabiliti per sfuggire alle elevate tasse di Lione.

### La collina che lavora
Nel 1789 scoppia la Rivoluzione e i beni appartenenti alle comunità religiose vengono confiscati e venduti, liberando numerosi terreni. In quel periodo vi sono forti contrasti fra i contadini di Cuire e i cittadini della Croix-Rousse nel nuovo comune di Cuire-la-Croix-Rousse. La situazione viene risolta nel 1797, con il decreto del Consiglio dei Cinquecento che riallaccia Cuire al villaggio di Caluire (legge del 5 maggio 1797), mentre un decreto del Consolato crea il 22 ottobre 1802 il comune della Croix-Rousse.
Agli inizi del XIX secolo, Lione è la prima città operaia di Francia e la Croix-Rousse diventa un centro industriale della seta. L'immigrazione massiva di operai (i Canut) cambia profondamente la Croix-Rousse, segnando la sua storia e la sua pianificazione territoriale.
Per accogliere gli operai e le loro famiglie, si accelera la costruzione di case: sono principalmente palazzi da cinque o sei piani, che ospitano appartamenti-officina con soffitti molto alti per ospitare gli imponenti telai Jacquard che misurano 4 metri di alto. Gli appartamenti sono dotati di grandi finestre poiché la luce facilita il lavoro e di un mezzanino per ospitare la famiglia. I soffitti sono rafforzati di travi in quercia per fissarvi il telaio.
La pressione degli speculatori, che hanno acquistato i terreni religiosi, porta a grossi cambiamenti della parte est della collina: il numero di abitanti esplode, appaiono nuove strade, spesso in modo anarchico e senza che il comune intervenga.

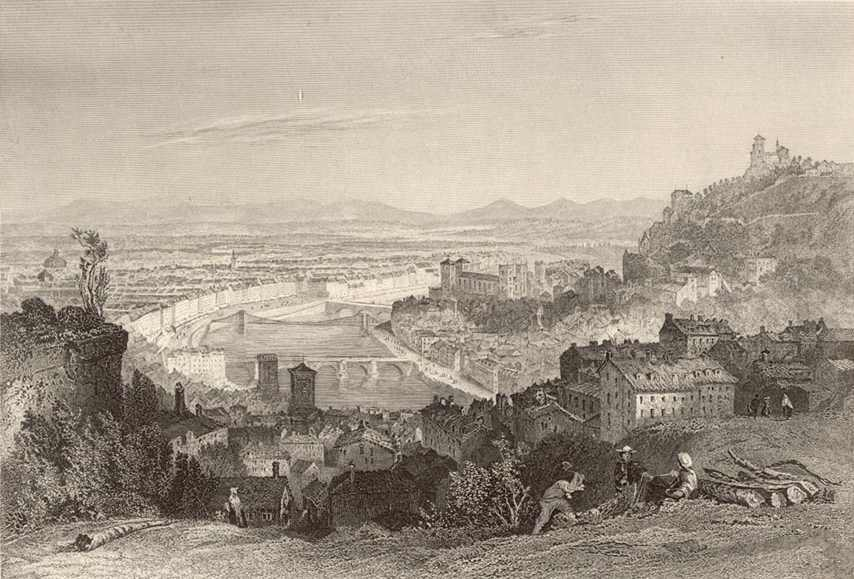
Lione nel 1869 vista dalla Croix-Rousse

I Canut, sottomessi a dure condizioni di lavoro, si rivoltano in numerose occasioni. La prima rivolta del 1831 è considerata come uno dei primi sollevamenti operai. Occupano Lione gridando: «Vivere liberi lavorando o morire combattendo!». Il re Luigi-Filippo inviò 20 000 soldati e 150 cannoni per reprimere il sollevamento che, partito dal quartiere della Croix Rousse, toccò anche gli ambienti industriali parigini.
Il 14 febbraio 1834, i Canut si rivoltano nuovamente e occupano le fortificazioni della Croix-Rousse. Fronteggiano durante 6 giorni, 12 000 soldati.
Un terzo sollevamento avviene nel 1848, quando viene proclamata la Seconda Repubblica Francese, guidata dal gruppo dei Voraces. Questo stesso gruppo guida una quarta rivolta nel 1849, in risposta ai sollevamenti dei repubblicani a Parigi. Questa rivolta verrà repressa violentemente nelle strade della Croix-Rousse.

### Sviluppo urbanistico

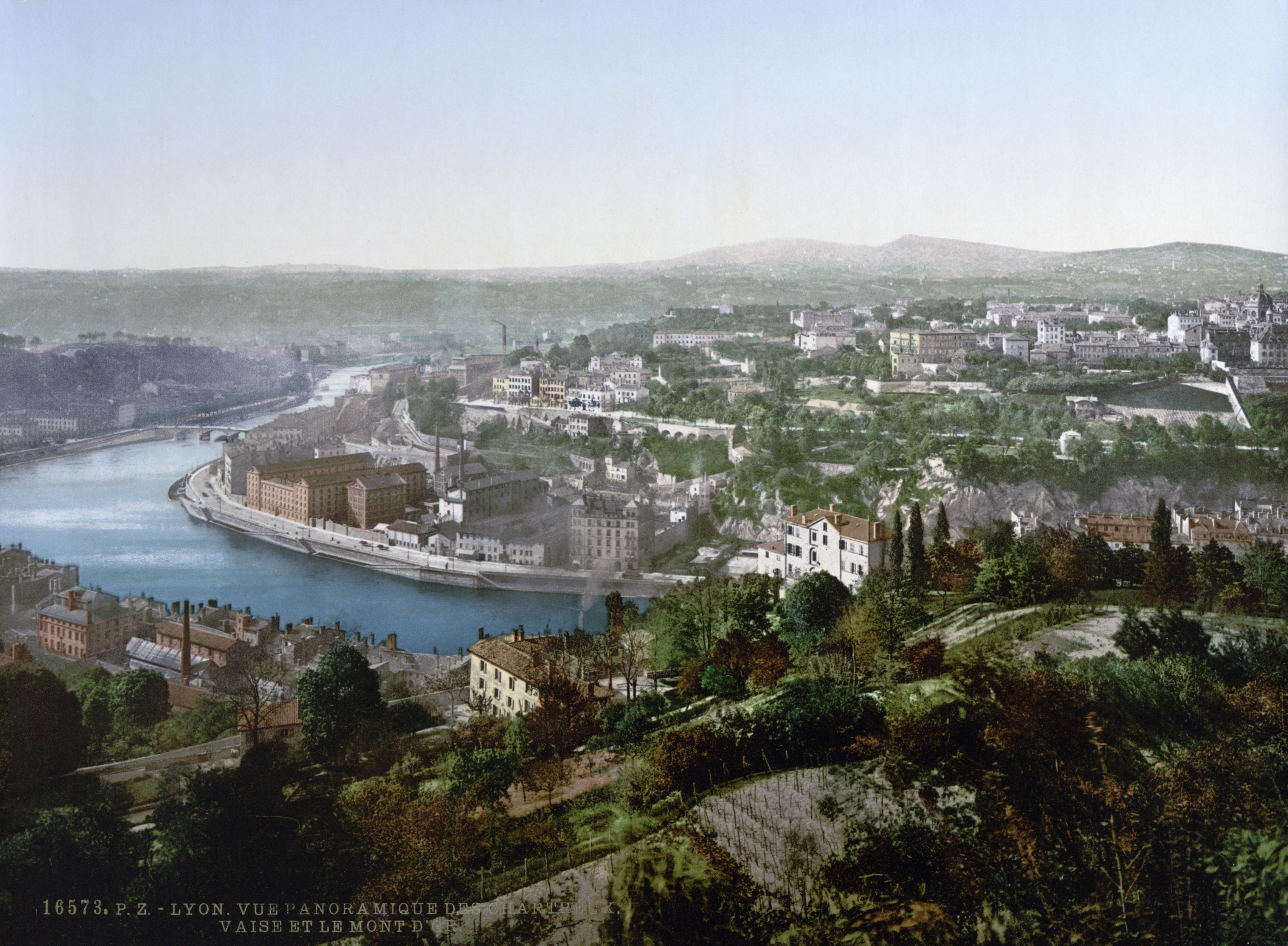
La Croix-Rousse agli inizi del XX secolo.

Nel 1818 La Croix-Rousse è elevata al rango di città. Il 26 ottobre 1832, i quartieri di Serin e Saint-Clair vengono elevati al rango di comuni indipendenti e, di fatto, staccati dall'amministrazione della Croix-Rousse. Due anni più tardi, Serin e Saint-Clair vengono nuovamente riuniti al comune della Croix-Rousse.
Nel 1852 La Croix-Rousse conta ormai 30 000 abitanti e viene unita a Lione con decreto imperiale del 24 marzo 1852. Il prefetto Claude-Marius Vaïsse inizia allora una serie di importanti lavori. Nel 1862 la funicolare di rue Terme viene attivata fra Lione e la collina. L'anno seguente la stazione di Lione Croix-Rousse viene aperta a fianco della stazione della funicolare. Per facilitare l'integrazione del quartiere alla città, le mura vengono abbattute nel 1865 e viene realizzato il boulevard de l'Empereur.
Dal 1952, la collina è attraversata dalla galleria di La Croix-Rousse, che congiunge i moli del Rodano a quelli della Saona.
Ancor'oggi La Croix-Rousse è un quartiere dalle caratteristiche particolari, dovute al suo sviluppo urbanistico sul fianco di una collina, alla sua storia operaia e alla sua elevata densità di popolazione.

## Monumenti e luoghi d'interesse
Il 5 dicembre 1998, il sito storico di Lione, territorio delimitato dalle antiche fortificazioni della città e comprendente Fourvière, buona parte della Presqu'Ile e le pendici della Croix-Rousse (fino al boulevard de la Croix-Rousse), è iscritto nella lista del Patrimoinio dell'umanità dell'UNESCO.

### Architetture civili

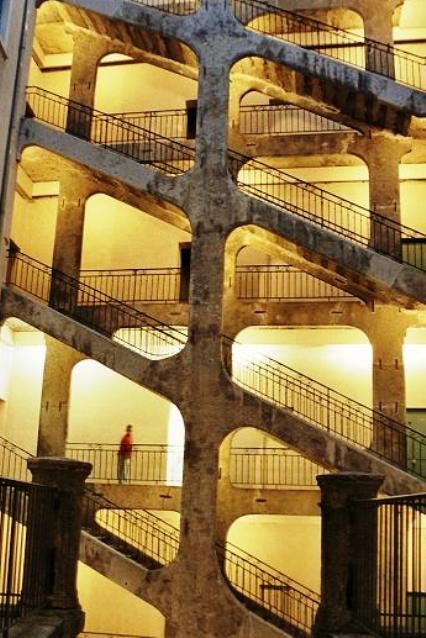
Traboule della cour des Voraces, sulle pendici

#### I traboule
| I traboule della Croix-Rousse |
| - Dal 15 rue Bouteille al 20 rue de l'Annonciade - Dal 24 rue de l'Annonciade a impasse Fernand-Rey - Dal 4 rue Poivre al 23 rue Sergent-Blandan - Da impasse du Sergent-Blandan al 10 rue Terme - Dal 6 rue des Terreaux al 12 rue Sainte-Catherine - Dal 1 rue Sainte-Marie-des-Terreaux al 6 rue des Capucins - Dal 13 rue des Capucins al 14 rue René-Leynaud - Dal 118 montée de la Grande Côte al 7 rue Terme - Dal 6 rue René-Leynaud alla rue des Capucins - Dal 17 rue René-Leynaud al 30 bis rue Burdeau - Dall'11 rue Burdeau al 69 montée de la Grande-Côte - Dal 59 montée de la Grande-Côte all'8 rue Capponi - Dal 7 rue du Griffon al 1 rue Romarin - Dall'11 rue Romarin al 1 rue Lorette - Dal 3 rue Lorette al 7 rue Romarin - Dal 5 rue du Griffon al 2 petite rue des Feuillants - Dal 5 petite rue des Feuillants al 4 rue de Thou - Dal 1 place Croix-Paquet al 1 rue du Griffon - Dal 5 place Croix-Paquet a petite rue des Feuillants - Dal 9 place Colbert al 14 bis montée St Sébastien e al 29 rue Imbert-Colomès - Dal 15 rue Magneval al 3 rue Adamoli e al 12 rue des Fantasques - Dal 2-4 rue des Pierres-Plantées al 57 rue Jean-Baptiste Say - Dal 10 rue Sergent-Blandan a 7 rue de la Martinière - Dal 20 rue Imbert-Colomès al 55 rue des Tables-Claudiennes - Dal 35 rue Burdeau al 27 rue René-Leynaud - Dal 26 rue René Leynaud al 3 rue Donnée - Dal 4 rue Donnée al 23 rue des Capucins - Dal 22 rue des Capucins al 5 rue Coustou - Dal 2 rue Romarin al 26 rue des Capucins - Dal 25 rue des Capucins al 2 place Croix-Paquet - Dal 8 petite rue des Feuillants al 19 place Tolozan - Dal 15 quai Lassagne al 31 rue Royale - Dal 16 quai Lasagne al 33 rue Royale |

I traboule sono elementi caratteristici dello spazio urbano di alcune città della Francia e in particolare della città di Lione.
Si tratta di passaggi pedonali che attraversano corti private di edifici e che permettono il transito diretto da una via cittadina all'altra. Il transito attraverso i traboule consente di seguire itinerari che attraversano la città secondo percorsi alternativi e più brevi prescindendo dalla topologia viaria, e consentono inoltre di beneficiare di tratti coperti, al riparo dall'esposizione agli elementi atmosferici.
I traboule hanno avuto un ruolo nelle rivolte dei Canut, le sollevazioni dei tessitori della seta che infiammarono Lione. Furono anche utilizzati dai partigiani della Resistenza francese durante l'occupazione tedesca della Francia nella seconda guerra mondiale.

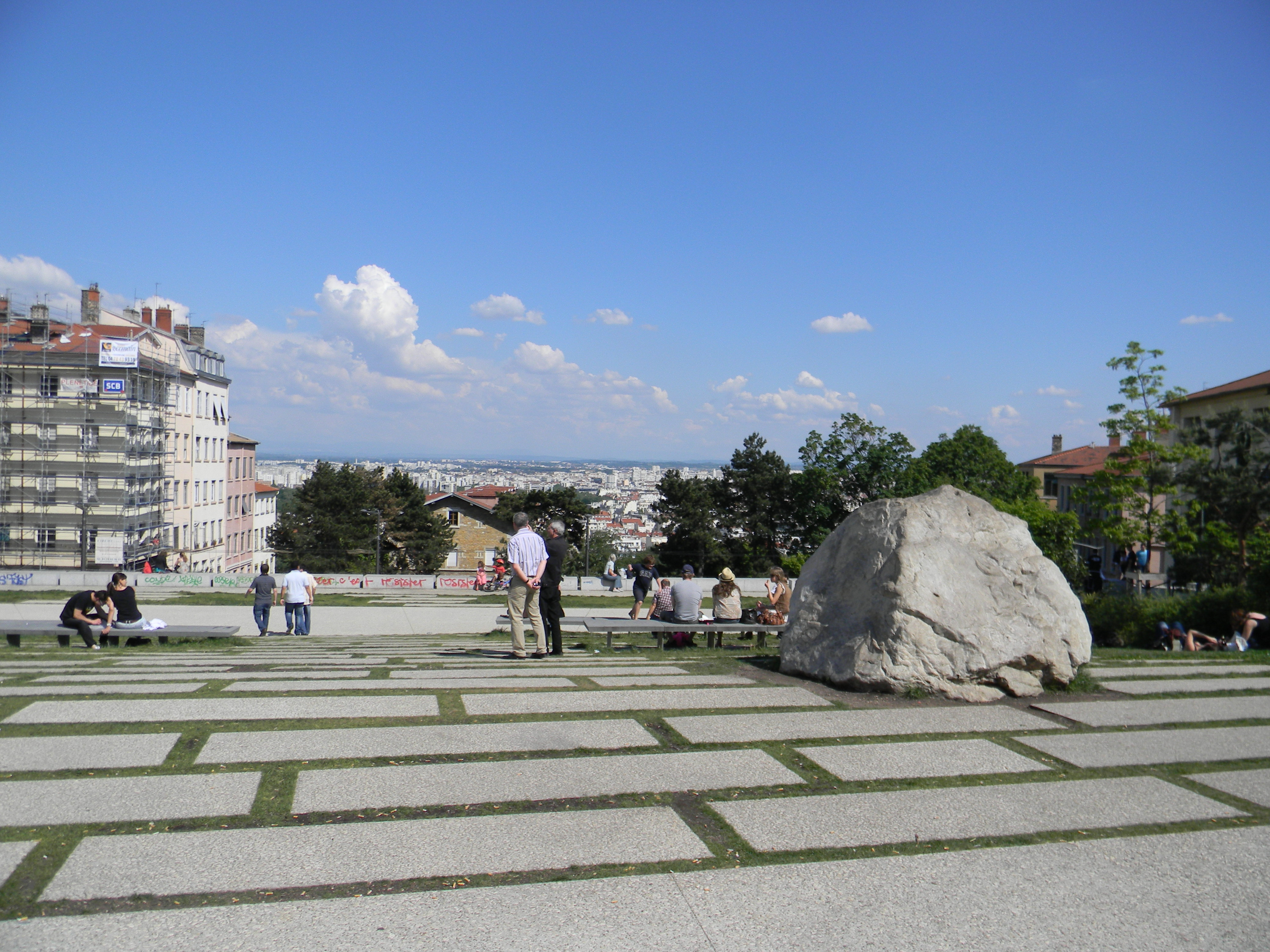
Le Gros Caillou

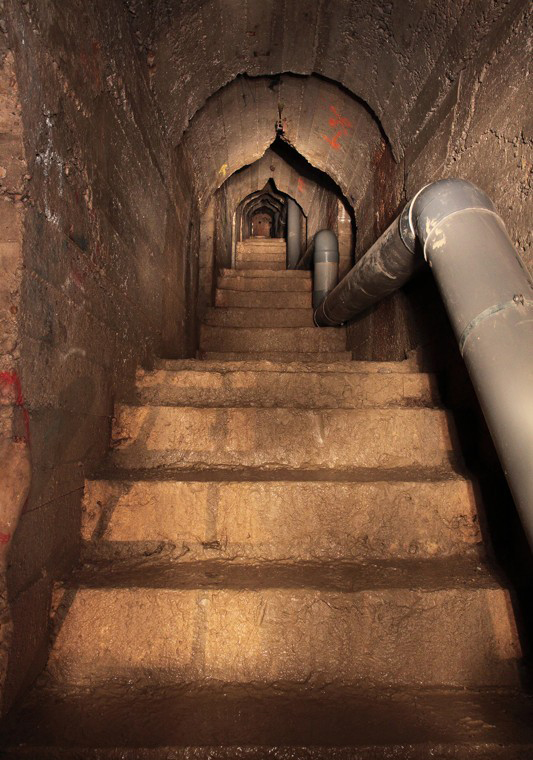
Uno dei cunicoli delle Arête de poisson, di origine militare

#### Il Gros Caillou
Uno dei simboli del quartiere è il Gros Caillou, una grossa roccia la cui composizione mineralogica fa pensare a un masso erratico trasportato dalle Alpi dai ghiacciai.
Venne scoperto nel 1862, durante la costruzione della ficelle fra Presqu'île e la Croix-Rousse. Il masso dovette essere rimosso con grandi mezzi ingegneristici, ritardando i lavori di traforo. Il Gros Caillou è allo stesso tempo un simbolo della perseveranza degli abitanti che dell'allacciamento del quartiere alla città di Lione.
Una leggenda vuole che il Gros Caillou sia il cuore di un cupido huissier che avrebbe espropriato una povera famiglia di operai della seta.

#### La Croix-Rousse sotterranea
Esiste una rete di gallerie sotto la collina, ma sono interdette al pubblico dal 1989.
Le più antiche gallerie sono di origine romana, costruite per il drenaggio delle acque. Nel Medioevo, i numerosi conventi riutilizzarono queste gallerie, adattandole alle loro necessità. A queste, si sono aggiunte gallerie militari costruite nel XVI secolo o nel XVII secolo, contemporaneamente alla cinta protettiva attorno a Lione.
Le gallerie dette "Arêtes de poisson", chiamate così a causa della loro pianta a spina di pesce, hanno una storia poco chiara, anche se gli archeologi propendono per un'origine militare coeva con la costruzione della cittadella fortificata sul pianoro della Croix-Rousse voluta da Carlo IX nel 1564 e poi smantellata 19 anni più tardi. Sono costituite da una galleria principale e da 34 gallerie laterali, che partono dal Rodano e si sviluppano, lungo il pendio della Croix-Rousse, verso rue Magneval. Si suppone che abbiano servito come deposito di materiale, ma almeno una delle gallerie laterali è stata in passato una catacomba dato che nel 1959 vi sono stati trovati numerosa ossa umane, poi murate.
La maggior parte di questi tunnel sotterranei è caduta nell'oblio verso la fine del XIX secolo, quando gli abitanti non se ne servivano più per raccogliere le acque.

#### La cinta muraria
Queste mura fanno parte della prima cinta difensiva costruita attorno a Lione e che chiudeva la città da nord. Le mura vennero ricostruite nel 1834 sul tracciato della vecchia cinta, costruita nel XVI secolo e demolita dopo l'assedio del 1793.
La cinta muraria comprende sei bastioni che svettano a 10 m sopra il fosso che li circonda.

### Architetture religiose
- Église Saint-Bruno des Chartreux, barocca, capolavoro di Ferdinand-Sigismond Delamonce, ospita uno dei più bei baldacchini di Francia, realizzato da Giovanni Niccolò Servandoni.
- Église du Bon Pasteur.
- Église Saint-Polycarpe, antica chiesa degli Oratoriani.
- Église Saint-Bernard.
- Cappella dei Certosini.
- Église Saint-Augustin: chiesa romano-bizantina sul pianoro della Croix-Rousse (rue Jacquard)
- Église Saint-Denis: storica parrocchia del nord della Croix-Rousse (rue Hénon)
- Église Sainte-Élisabeth: moderna (rue Hénon)

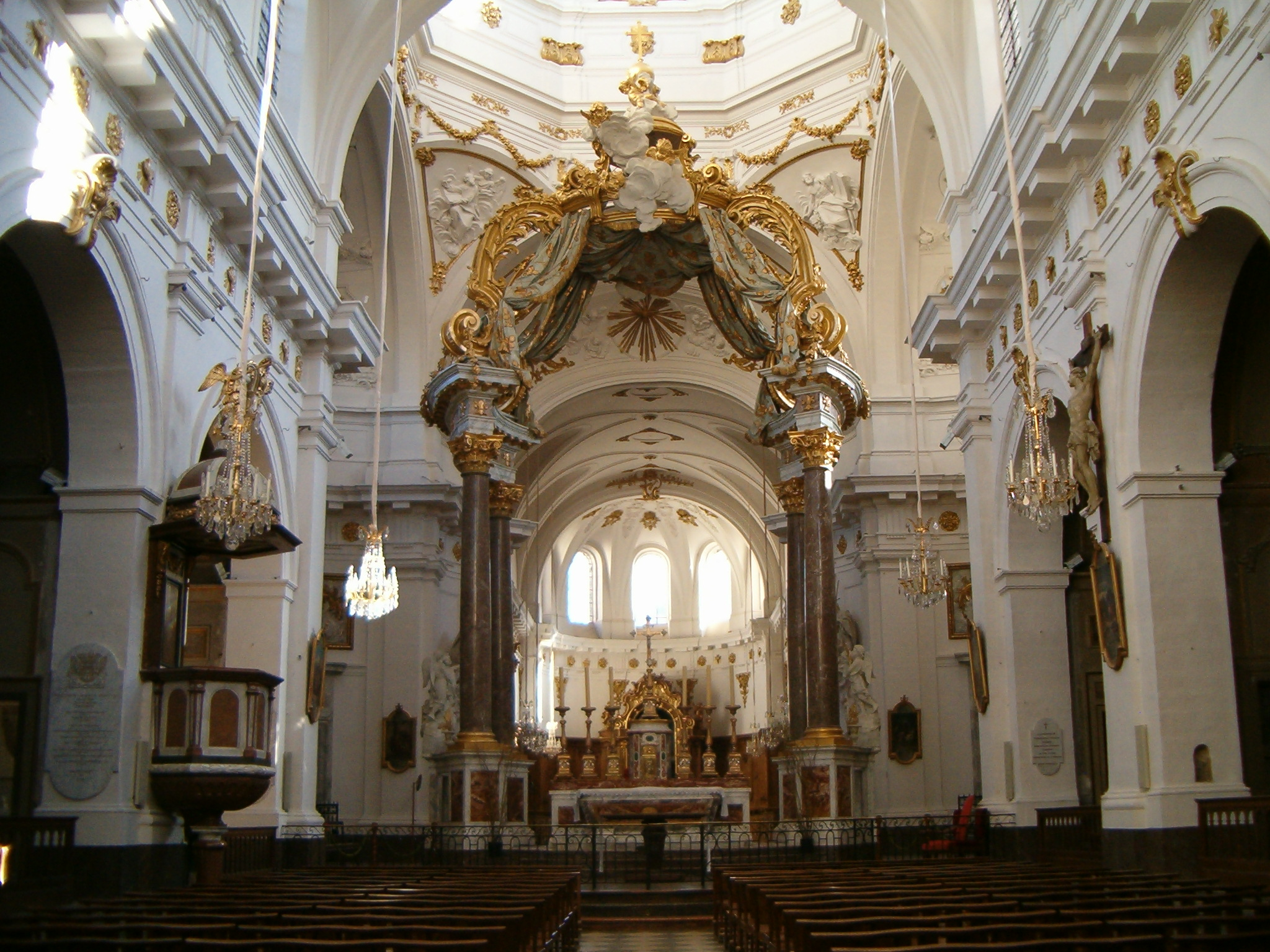
Interno della chiesa barocca di Saint-Bruno des Chartreux
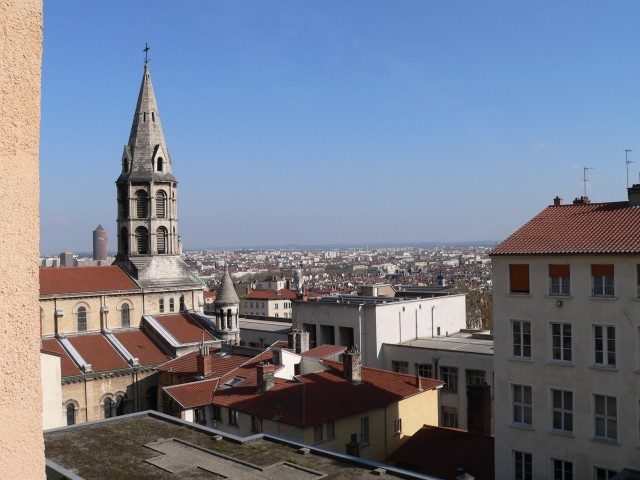
Chiesa del Bon Pasteur
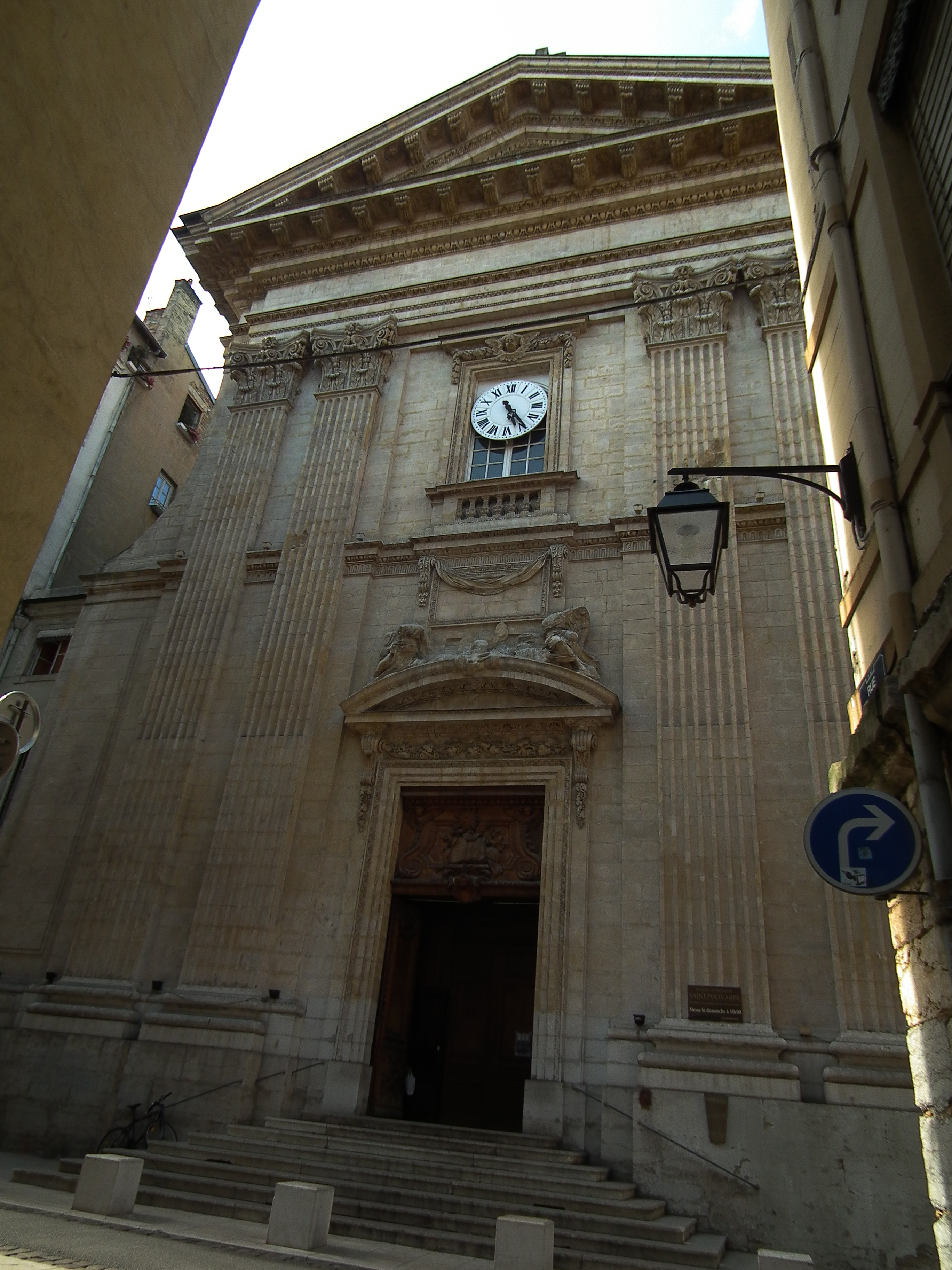
Chiesa Saint-Polycarpe
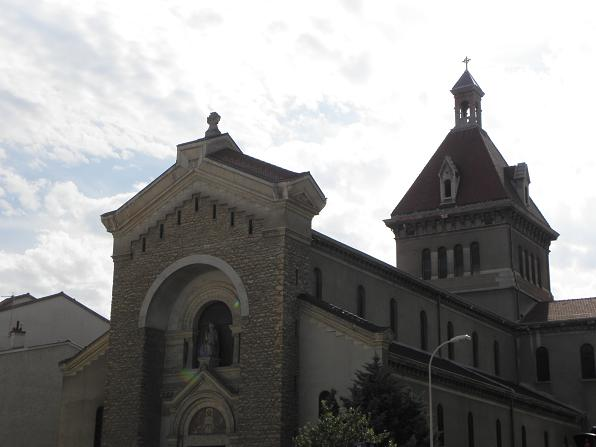
Chiesa Saint-Augustin
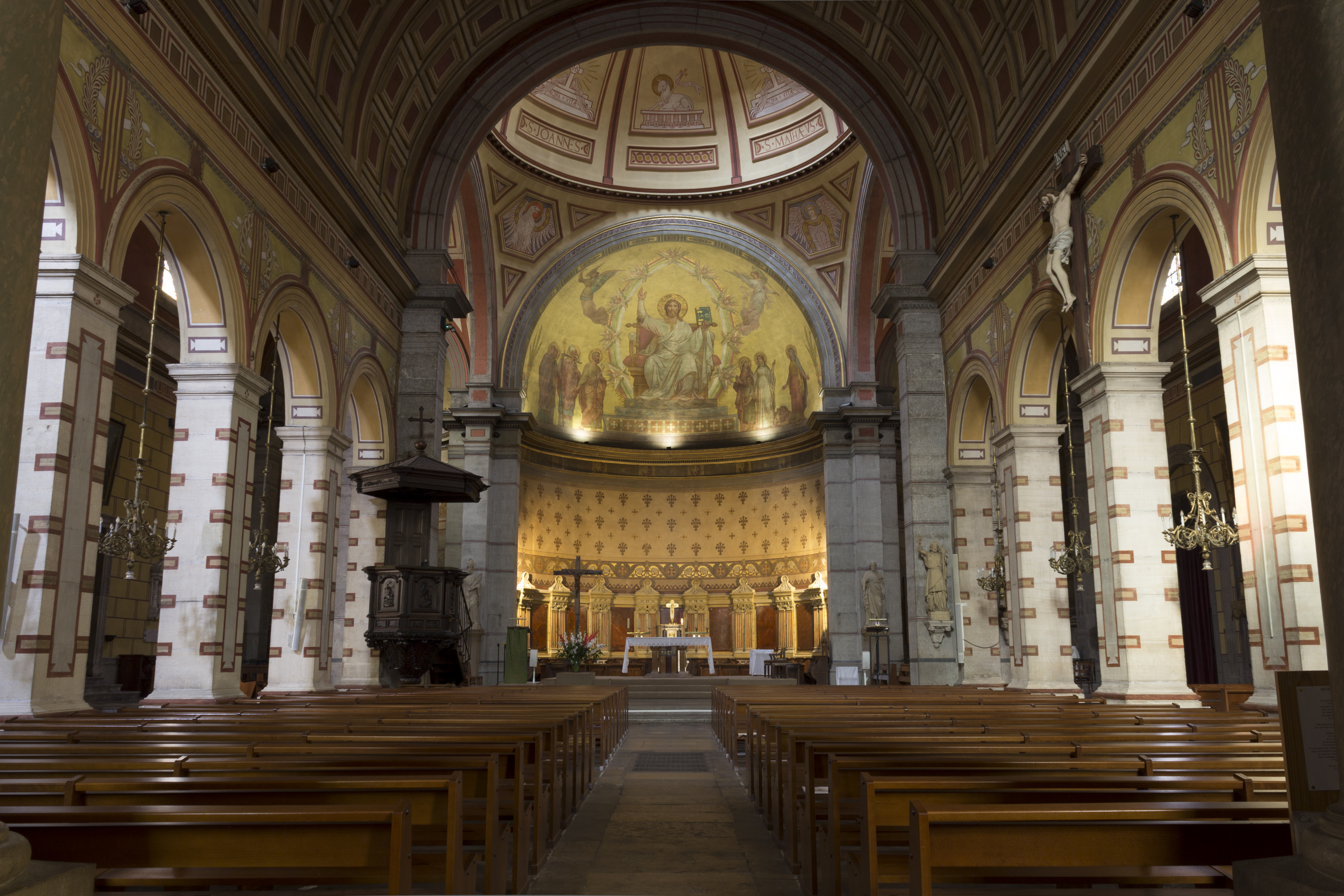
Interno della chiesa Saint-Denis

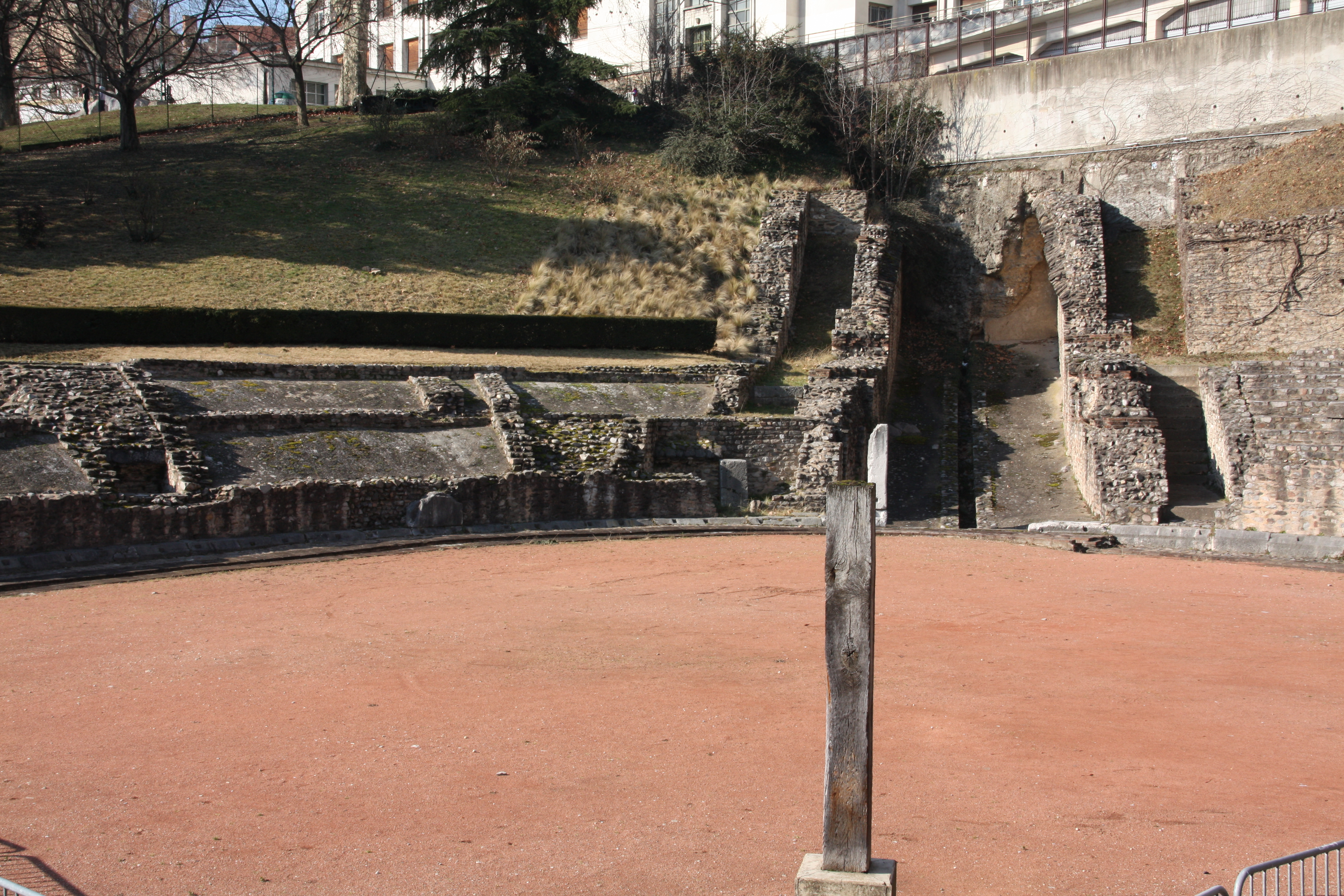
Anfiteatro delle Tre Gallie

### Siti archeologici
Le pendici sono state occupate sin dall'epoca gallo-romana. Vi si trovano i resti ben conservati dell'anfiteatro delle Tre Gallie (19 a.C.). Al centro di questo anfiteatro, un palo evoca il supplizio di santa Blandina, san Potino e degli altri martiri di Lione.

### Comunicazioni
Oggi a Lione esiste una radio storica sulle pendici de La Croix-Rousse, che porta il nome "Radio Canut" e che si definisce come "la più ribelle delle radio" ("la plus rebelle des radios!") In riferimento proprio alla celebre rivolta dei Canuts.